# Percichthyidae

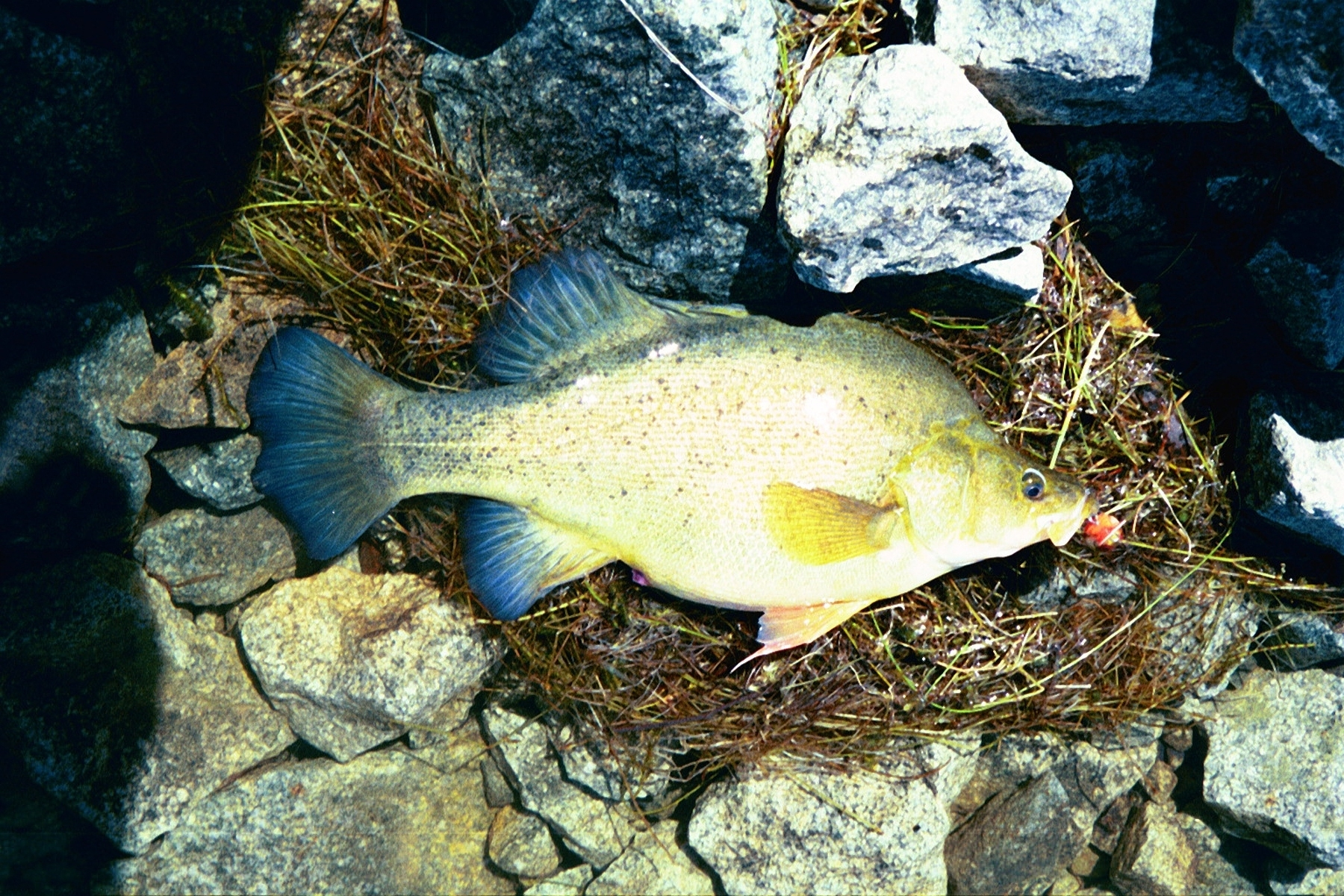
Perca dorada.

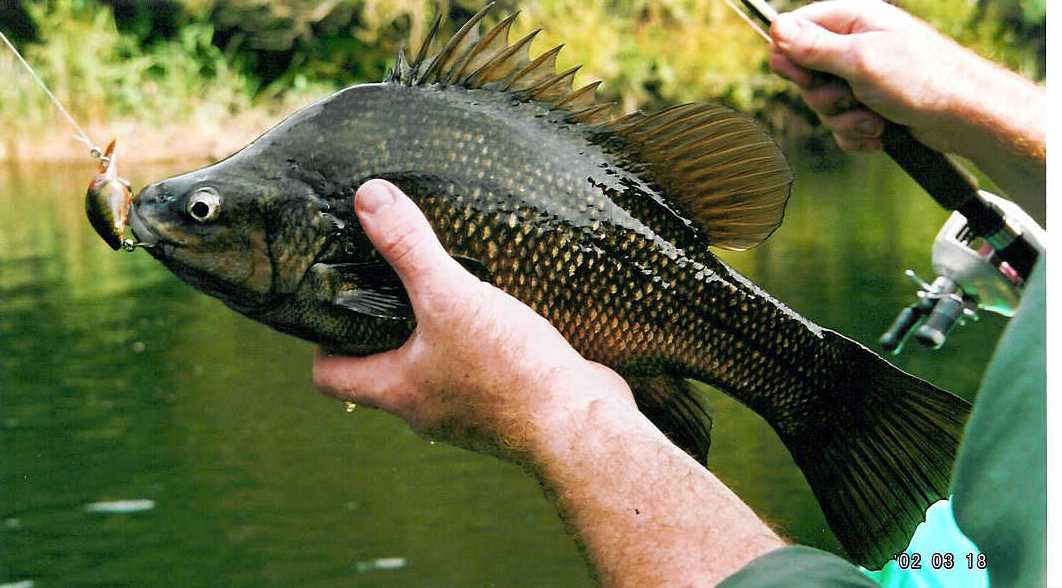
Macquaria australasica.

Los Percichthyidae (percichtíidos) o "percas templadas", es una familia de peces de agua dulce -algunos marinos- incluida en el orden Perciformes. Las especies de esta familia se distribuyen fundamentalmente por Australia, Argentina y Chile, aunque algunas especies se encuentran en Asia y California (EE. UU.). Casi siempre en agua dulce, raramente salobre.

## Géneros y especies
Grupo taxonómicamente poco definido, su composición en la actualidad está discutida y sometida a cambios. Se agrupan en 11 géneros según FishBase en 2008, con las siguientes especies:
- Género Bostockia 
  - Bostockia porosa (Castelnau, 1873)

- Género Coreoperca 
  - Coreoperca herzi (Herzenstein, 1896)
  - Coreoperca kawamebari (Temminck y Schlegel, 1843)
  - Coreoperca loona (Wu, 1939)
  - Coreoperca whiteheadi (Boulenger, 1900)

- Género Edelia 
  - Edelia vittata (Castelnau, 1873)

- Género Gadopsis 
  - Gadopsis bispinosus (Sanger, 1984)
  - Gadopsis marmoratus (Richardson, 1848)

- Género Guyu 
  - Guyu wujalwujalensis (Pusey y Kennard, 2001)

- Género Maccullochella 
  - Maccullochella ikei (Rowland, 1986)
  - Maccullochella macquariensis (Cuvier, 1829)
  - Maccullochella peelii mariensis (Rowland, 1993)
  - Maccullochella peelii peelii (Mitchell, 1838)

- Género Macquaria 
  - Macquaria ambigua (Richardson, 1845) - Perca dorada.
  - Macquaria australasica (Cuvier, 1830)
  - Macquaria colonorum (Günther, 1863)
  - Macquaria novemaculeata (Steindachner, 1866)

- Género Nannatherina 
  - Nannatherina balsoni (Regan, 1906)

- Género Nannoperca 
  - Nannoperca australis  (Günther, 1861)
  - Nannoperca obscura  (Klunzinger, 1872)
  - Nannoperca oxleyana  (Whitley, 1940)
  - Nannoperca variagata  (Kuiter y Allen, 1986)

- Género Percichthys 
  - Percichthys chilensis (Girard, 1855) - Perca chilena.
  - Percichthys colhuapiensis (MacDonagh, 1955) - Perca bocona.
  - Percichthys laevis  (Jenyns, 1840)
  - Percichthys melanops  (Girard, 1855) - Trucha negra, trucha criolla o pocha.
  - Percichthys trucha (Valenciennes, 1833) - Perca trucha, trucha criolla o perca de boca chica.

- Género Siniperca 
  - Siniperca chuatoi (Basilewsky, 1855)
  - Siniperca fortis (Lin, 1932)
  - Siniperca kneri (Garman, 1912)
  - Siniperca liuzhouensis (Zhou, Kong & Zhu, 1987)
  - Siniperca obscura (Nichols, 1930)
  - Siniperca roulei (Wu, 1930)
  - Siniperca scherzeri (Steindachner, 1892)
  - Siniperca undulata (Fang & Chong, 1932)
  - Siniperca vietnamensis (Mai, 1978)